# Berbere

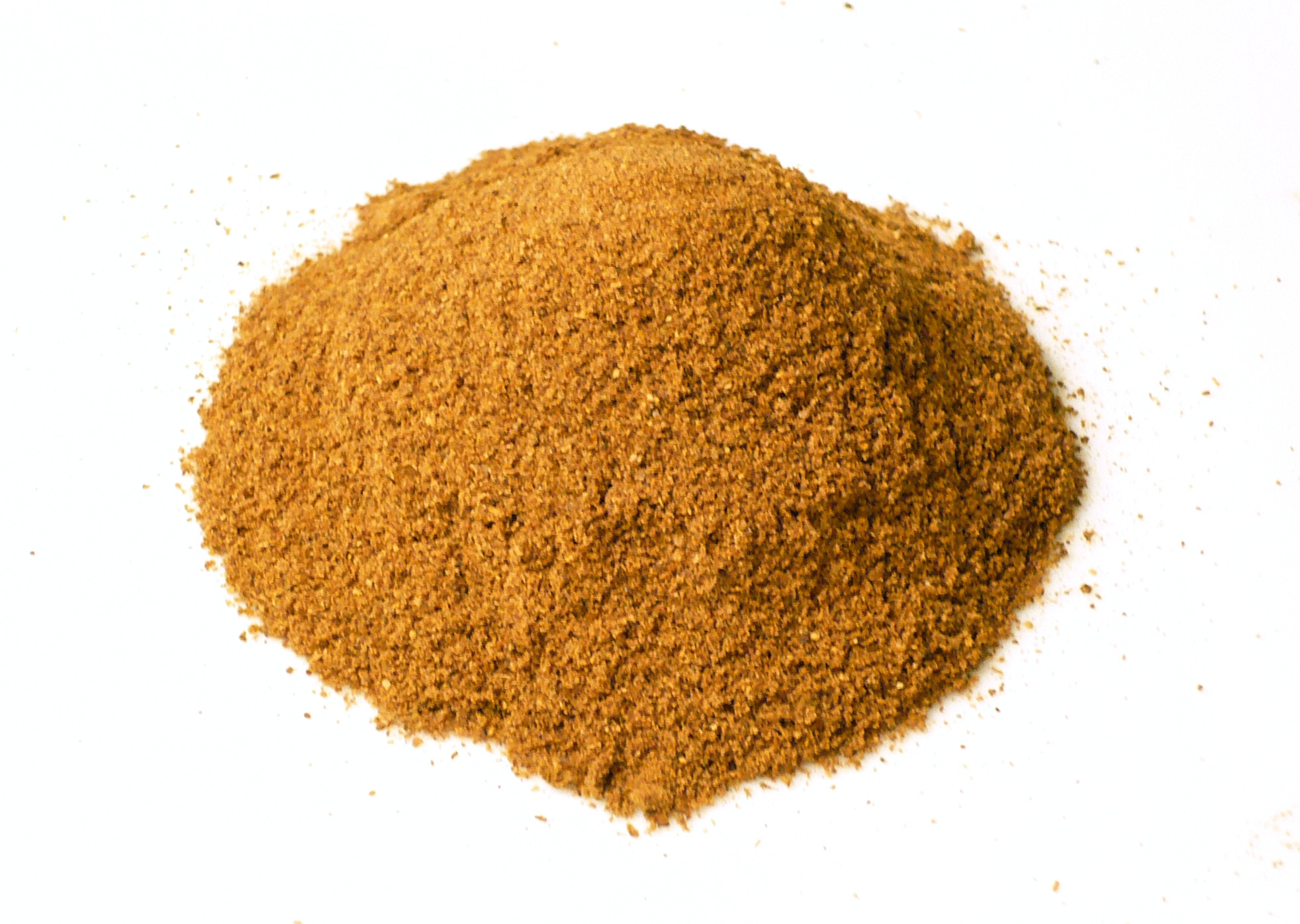
Berbere

Berbere (Amhaars በርበሬ bärbäre, Tigrinya: በርበረ bärbärä) is een specerij die een centrale rol speelt in de Ethiopische en Eritrese keuken.
Het is een mengsel van chilipeper (Spaanse peper), knoflook, verschillende soorten gember, basilicum, fenegriek en de zeven kruiden en specerijen van 'Ethiopisch zevenkruidenmengsel' (mekelesha): dal felfell (Piper retrofractum; Javaanse lange peper, familie van de witte en zwarte peper), korarima (Aframomum corrorima, ook wel Ethiopische kardemom of valse kardemom genoemd), kruidnagel, kaneel, komijn en nootmuskaat.
Berbere wordt onder andere gebruikt in het gerecht wat, een stoofpot uit Ethiopië en Eritrea.
De hoofdrolspeler is de chilipeper. De complexe smaak krijgt het mengsel door de toevoeging van een scala aan kruiden en specerijen. Karakteristiek voor berbere is de terughoudende dosering van die overige ingrediënten.
Er bestaat een droge en een 'natte' variant van berbère. Voor de droge variant worden uiteraard alleen droge ingrediënten toegepast, voor de natte, verse variant wordt gemberpoeder vervangen door verse gemberwortel, en worden ui, knoflook en olie gebruikt. De verhouding in het recept varieert van recept tot recept, met altijd de boventoon voor de peper, met relatief weinig specerijen in de vorm van hele zaden (deze worden eerst geroosterd alvorens gemalen te worden), terwijl de overige al gemalen specerijen slechts in minieme mate worden toegevoegd.